# Проспект Перемоги (станція метро, Казань)
55°45′00″ пн. ш. 49°12′28″ сх. д. / 55.75000° пн. ш. 49.20778° сх. д.
«Проспект Перемоги» (рос. Проспект Победы, тат. Ciñü prospektı) — станція Казанського метрополітену, яка розташована на Центральній лінії. Відкрита 29 грудня 2008 року. Розташована на перехресті вулиці Ріхарда Зорґе та Проспекту Перемоги, чим і був зумовлений вибір назви.
Станція знаходиться у житловому масиві Гірки-2 і є одним з найважливіших транспортних вузлів району. Поруч із станцією розташовані численні об'єкти торгівлі. Відкриття станції зумовило зростання пасажиропотоку у казанському метрополітені на 26 %.
На станції «Проспект Перемоги» встановлено ескалатори (загалом 7), а також ліфт і підйомник інвалідних візків, тому станція придатна для обслуговування пасажирів із особливими фізичними потребами. У вестибюль станції з поверхні такі пасажири можуть спуститися завдяки облаштованим пандусам.
Окрім цього, станцію обладнано комплексом для огляду пасажирів та їхнього багажу, до складу якого входять рентген-інтроскопи, а також сканер «Homo Scan», що дозволяє скоротити час огляду пасажирів до декількох секунд. На станції встановлено тактильне покриття.

## Архітектура
Як і всі інші станції казанського метрополітену, станцію «Проспект Перемоги» спорудило МУП «Казметробуд» за проектом архітектора А. М. Мустафіна.
Станція трипрогінної конструкції, із спареними колонами. Основною темою художнього оформлення станції стала перемога СРСР у німецько-радянській війні. Колони та стіни облицьовано мармуровими та гранітними плитами. Спарені колоні є алюзією на тріумфальні арки, при цьому кожна арка присвячена одному з міст-героїв, а назви цих міст зазначені на склі поміж колонами. Люстри, що їх розміщено у прогонах між колонами, мають нагадувати про салют Перемоги. Вестибюлі станції сполучаються із підземними переходами, що перетинають вулицю Ріхарда Зорґе, в яких розміщено підземні торговельні галереї.

## Колійний розвиток
З моменту відкриття станція «Проспект Перемоги» є кінцевою. Для обороту поїздів перед станцією було споруджено пошерсний з'їзд, тому у пасажирському русі використовується лише одна зі станційних колій. Після відкриття станції «Дібровна» обидві колії будуть використовуватися у нормальному режимі, але, чи буде збережено з'їзд, поки невідомо.
Станція з колійним розвитком — 2 стрілочних переводи, пошерсний з'їзд, 1 станційні колії для обороту та відстою рухомого складу і 1 колія для відстою рухомого складу.

## Наземний транспорт
Станцію «Проспект Перемоги» сполучають з іншими районами Казані численні маршрути міського пасажирського транспорту, а саме: Трамвайні:
- 5 Залізничний вокзал — мікрорайон «Сонячне місто»
- 11 вулиця Халітова — 10-й мікрорайон

Тролейбусні:
- 9 вул. Кулагіна — вул. Глушка
- 12 площа Тукая — вул. Глушка
- 21 Річковий порт — вул. Глушка

Автобусні
- 5 Залізничний вокзал — Речовий ринок
- 18 вул. Північнополюсна — пров. Дуслик
- 19 вул. Саїд-Ґалєєва — вул. Мінська
- 30 Залізнична станція «Лагерна» — пров. Дуслик
- 31 СТЦ «МЕГА» — селище Старе Побєділово
- 34 Ферма-2 — селище Дербишки
- 62 Метро «Проспект Перемоги» — вул. Гудованцева
- 68 Залізничний вокзал — селище Вознесенське
- 74 вул. Четаєва — 10-й мікрорайон
- 74а 10-й мікрорайон — вул. Гвардійська — вул. Мусіна — Центр — 10-й мікрорайон (кільцевий)
- 77 пров. Дуслик — селище Старе Побєділово
- 83 Центр — Метро «Проспект Перемоги»
- 85 Річковий порт — Ферма-2
- 90 площа Тукая — селище Куюки
- 97 Соцмісто, БК ім. Леніна — Аеропорт
- 99 10-й мікрорайон — вул. Технічна — площа Тукая — вул. Гвардійська — 10-й мікрорайон (кільцевий)
- 111с Метро «Проспект Перемоги» — Аеропорт

## Фотографії

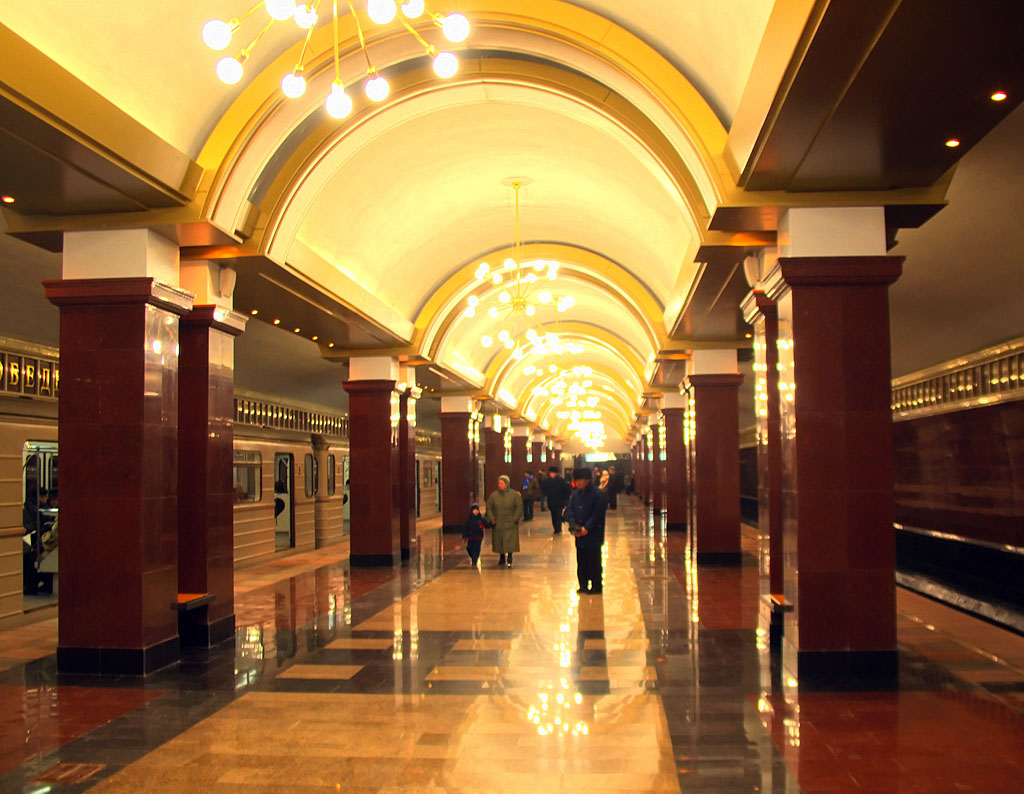
Станційний зал
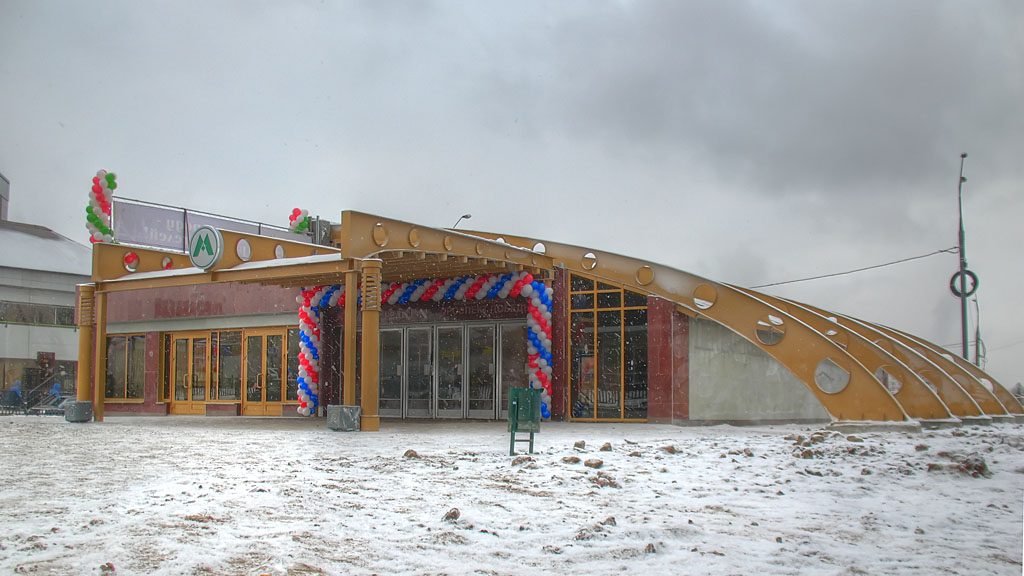
Південний вестибюль